# Liste des seigneurs puis ducs de Bouillon
 (novembre 2021).
Si vous disposez d'ouvrages ou d'articles de référence ou si vous connaissez des sites web de qualité traitant du thème abordé ici, merci de compléter l'article en donnant les références utiles à sa vérifiabilité et en les liant à la section « Notes et références ».

Armes de la seigneurie de Bouillon.

Liste des seigneurs puis ducs de Bouillon
Cette page dresse une liste non exhaustive présentant les seigneurs puis ducs de Bouillon. La seigneurie de Bouillon était, aux Xe et XIe siècles, l'une des possessions centrales de la maison d'Ardenne, peut-être même constituant leur patrimoine territorial originel.
Au cours des Xe et XIe siècles, les seigneurs de Bouillon ont tenu, pendant de plus ou moins longues périodes, les titres de duc de Basse-Lotharingie, comte de Verdun, marquis d'Anvers et d'autres titres mineurs.
La seigneurie est élevée au rang de duché en 1456 pour Robert Ier de La Marck.

## Seigneurs de Bouillon
Il est difficile de dresser un portrait exact de la liste des seigneurs de Bouillon, dans la mesure où la seigneurie n'a pas de tous temps suivis les titres comital ou ducal, mieux documentés, détenus par la dynastie.
S'il est établi que Bouillon est la possession originelle de la dynastie, l'on peut émettre la supposition que le titre et la terre sont transmis au fils aîné. Sur la base de cette hypothèse, l'on peut tenter d'établir la liste des seigneurs de la manière suivante :'
| Portrait                                                        | Titulaire              | Vie                | Règne                    | Notes |
| --------------------------------------------------------------- | ---------------------- | ------------------ | ------------------------ | --- |
|                                                                 | Godefroid le Captif    | av. 959 - ap. 1002 | dates inconnues          | Également comte de Verdun (963-1002) et comte de Hainaut (974-998). |
|                                                                 | Frédéric               | v. 965 - 1022      | probablement 1002 - 1005 | Fils du précédent. Également comte de Verdun (1012-1022). |
|                                                                 | Godefroid sans enfants | v. 965 - 1023      | probablement 1005 - 1023 | Frère du précédent. Également comte de Verdun (1002-1012) et duc de Basse-Lotharingie (1012-1023).                                                                                                   |
|                                                                 | Gothelon               | v. 967 - 1044      | 1023 - 1044              | Frère des précédents. Également marquis d'Anvers (1008-1044), duc de Basse-Lotharingie (1023-1044) et duc de Haute-Lotharingie (1033-1044).                                                          |
|                                                                 | Godefroid le Barbu     | v. 997 - 1069      | 1044 - 1069              | Fils du précédent. Également duc de Haute-Lotharingie (1044-1047), duc de Spolète (1057-1069), marquis d'Anvers (1065-1069), duc de Basse-Lotharingie (1065-1069) et marquis de Toscane (1065-1069). |
|                                                                 | Godefroid le Bossu     | ?? - 1076          | 1069 - 1076              | Fils du précédent. Également marquis d'Anvers, duc de Basse-Lotharingie et marquis de Toscane (1069-1076).                                                                                           |
|                                                                 | Godefroy le Croisé     | v. 1058 - 1100     | 1076 - 1096              | Neveu du précédent. Également marquis d'Anvers (1076-1100), duc de Basse-Lotharingie(1087-1100). Avoué du Saint-Sépulcre en 1099-1100.                                                               |
| Seigneurie vendue à la principauté épiscopale de Liège en 1096. |                        |                    |                          | |

## Ducs de Bouillon
L'évêque de Liège Jean de Heinsberg reconnaît en 1456 le titre de duc de Bouillon pour Robert Ier de La Marck.

### Maison de La Marck
| Portrait | Nom              | Père                     | Naissance        | Mariage          | Devient duc      | Mort             | Épouse                       |
| -------- | ---------------- | ------------------------ | ---------------- | ---------------- | ---------------- | ---------------- | ---------------------------- |
|          | Robert Ier       | Jean II                  | 1430             | 15 juin 1446     | 1456             | février 1487     | Jeanne de Marley             |
|          | Robert II        | Robert Ier               | 1468             | 25 décembre 1490 | février 1487     | novembre 1536    | Catherine de Croÿ            |
|          | Robert III       | Robert II                | 1491             | 1er avril 1510   | novembre 1536    | 21 décembre 1536 | Guillemette de Sarrebruck    |
|          | Robert IV        | Robert III               | 5 janvier 1512   | 1er mars 1539    | 21 décembre 1536 | 15 février 1556  | Françoise de Brézé           |
|          | Henri-Robert     | Robert IV                | 7 février 1539   | mai 1559         | 15 février 1556  | 2 décembre 1574  | Françoise de Bourbon-Vendôme |
|          | Guillaume-Robert | Henri-Robert de La Marck | 1er janvier 1563 | néant            | 2 décembre 1574  | 11 janvier 1588  | néant                        |
|          | Charlotte        | Henri-Robert             | 5 novembre 1574  | 19 novembre 1591 | 11 janvier 1588  | 15 mai 1594      | Henri de La Tour d'Auvergne  |

### Maison de La Tour d'Auvergne
| Portrait | Nom                    | Père                   | Naissance         | Mariage                                             | Devient duc     | Cesse d'être duc | Mort            | Épouse                                      |
| --- | ---------------------- | ---------------------- | ----------------- | --------------------------------------------------- | --------------- | ---------------- | --------------- | ------------------------------------------- |
| | Henri                  | François III           | 28 septembre 1555 | 19 novembre 1591                                    | 15 mai 1594     | 25 mars 1623     | 25 mars 1623    | Charlotte de La Marck                       |
| 15 avril 1595 | Henri                  | François III           | 28 septembre 1555 | Élisabeth Flandrika d'Orange-Nassau                 | 15 mai 1594     | 25 mars 1623     | 25 mars 1623    |                                             |
| | Frédéric Maurice       | Henri                  | 22 octobre 1605   | 2 janvier 1634                                      | 25 mars 1623    | 7 novembre 1652  | 7 novembre 1652 | Éléonore de Bergh                           |
| | Godefroy Maurice       | Frédéric Maurice       | 21 juin 1636      | 20 avril 1662                                       | 7 novembre 1652 | 26 juillet 1721  | 26 juillet 1721 | Marie Anne Mancini                          |
| | Emmanuel-Théodose      | Frédéric Maurice       | 1668              | 1er février 1696                                    | 26 juillet 1721 | 17 avril 1730    | 17 avril 1730   | Marie Armande de La Trémoille               |
| 4 janvier 1718 | Emmanuel-Théodose      | Frédéric Maurice       | 1668              | Louise-Françoise-Angélique Le Tellier de Barbezieux | 26 juillet 1721 | 17 avril 1730    | 17 avril 1730   |                                             |
| 1720 | Emmanuel-Théodose      | Frédéric Maurice       | 1668              | Anne-Marie-Christine de Simiane                     | 26 juillet 1721 | 17 avril 1730    | 17 avril 1730   |                                             |
| 21 mars 1725 | Emmanuel-Théodose      | Frédéric Maurice       | 1668              | Louise Henriette Françoise de Lorraine              | 26 juillet 1721 | 17 avril 1730    | 17 avril 1730   |                                             |
| | Charles-Godefroy       | Emmanuel-Théodose      | 11 juillet 1706   | 2 avril 1724                                        | 17 avril 1730   | 24 octobre 1771  | 24 octobre 1771 | Marie-Charlotte Sobieska                    |
| | Godefroy Charles Henri | Charles-Godefroy       | 27 janvier 1728   | 27 novembre 1743                                    | 24 octobre 1771 | 3 décembre 1792  | 3 décembre 1792 | Louise Henriette Gabrielle de Lorraine      |
| 23 mai 1789 | Godefroy Charles Henri | Charles-Godefroy       | 27 janvier 1728   | Marie Françoise Henriette de Banastre               | 24 octobre 1771 | 3 décembre 1792  | 3 décembre 1792 |                                             |
| | Jacques Léopold        | Godefroy Charles Henri | 15 janvier 1746   | 17 juillet 1766                                     | 3 décembre 1792 | 1794             | 7 février 1802  | Marie-Hedwige de Hesse-Rheinfels-Rotenbourg |
| Duché envahi par la France en 1794. Proclamation de la république bouillonnaise le 24 avril. Annexion par la France le 26 octobre 1795. |                        |                        |                   |                                                     |                 |                  |                 |                                             |

### Maison de Rohan
De 1814 à 1815/1816, les droits sur le duché de Bouillon sont échus de fait à Philippe d'Auvergne.
Mais le titre de duc de Bouillon est attribué le 1er juillet 1816 à Charles de Rohan-Guéméné-Montbazon, par la commission arbitrale prévue par le congrès de Vienne. Le duché dépend alors du grand-duché de Luxembourg, puis, en 1831 de la Belgique.
| Portrait | Nom                                       | Père                                      | Naissance        | Mariage           | Devient duc       | Mort              | Épouse                                    |
| -------- | ----------------------------------------- | ----------------------------------------- | ---------------- | ----------------- | ----------------- | ----------------- | ----------------------------------------- |
|          | Charles-Alain-Gabriel                     | Henri Louis Marie                         | 18 janvier 1764  | 29 mai 1781       | 1816              | 24 avril 1836     | Louise Aglaé de Conflans d’Armentières    |
|          | Louis Victor Meriadec de Rohan            | Henri Louis Marie                         | 1766             |                   | 24 avril 1836     | 1841              | Berthe de Rohan                           |
|          | Camille Philippe Joseph Idesbald          | Charles-Louis-Gaspard                     | 19 décembre 1801 | 28 mai 1826       | 1841              | 13 septembre 1892 | Adelheid zu Löwenstein-Wertheim-Rosenberg |
|          | Alain Benjamin Arthur                     | Arthur                                    | 8 janvier 1853   | 10 octobre 1885   | 13 septembre 1892 | 24 février 1914   | Jeanne d'Auersperg                        |
|          | Alain Antoine Joseph Adolphe Ignace Marie | Alain Benjamin Arthur                     | 26 juillet 1893  | 29 septembre 1921 | 24 février 1914   | 17 mars 1975      | Margarethe von Schönburg-Hartenstein      |
|          | Charles-Alain Albert Maria                | Alain Antoine Joseph Adolphe Ignace Marie | 1934             | 5 octobre 1963    | 17 mars 1975      | 28 octobre 2008   | Ingeborg Irnberger                        |
|          | Albert Marie                              | Alain Antoine Joseph Adolphe Ignace Marie | 12 mai 1936      | 9 octobre 1985    | 28 octobre 2008   | 5 juin 2019       | Elisabeth Burghardt                       |
|          | Charles Raoul de Rohan                    | Charles Louis Francis Raoul Oscar Maria   | 3 octobre 1954   | 1er juin 1985     | 5 juin 2019       |                   | Patricia Ann Price                        |

## Généalogie
- Jean Ier de La Marck, 1er Duc de Bouillon
  -  Robert Ier de La Marck, 2e Duc de Bouillon
    -  Robert II de La Marck, 3e Duc de Bouillon
      -  Robert III de La Marck, 4e Duc de Bouillon
        -  Robert IV de La Marck, 5e Duc de Bouillon
          -  Henri de La Marck, 6e Duc de Bouillon
            -  Guillaume de La Marck, 7e Duc de Bouillon
              -  Charlotte de La Marck ∞ Henri de La Tour d'Auvergne, 8e Duc de Bouillon
                -  Frédéric de La Tour d'Auvergne, 9e Duc de Bouillon
                  -  Godefroy de La Tour d'Auvergne, 10e Duc de Bouillon
                    -  Emmanuel de La Tour d'Auvergne, 11e Duc de Bouillon
                      -  Charles de La Tour d'Auvergne, 12e Duc de Bouillon
                        -  Godefroy de La Tour d'Auvergne, 13e Duc de Bouillon
                          -  Jacques de La Tour d'Auvergne, 14e Duc de Bouillon

                        - Marie-Louise de La Tour d'Auvergne
                          - Henri de Rohan
                            -  Charles de Rohan, 15e Duc de Bouillon
                            -  Louis de Rohan, 16e Duc de Bouillon
                            - Marie-Louise de Rohan
                              -  Camille-Philippe de Rohan, 17e Duc de Bouillon
                              - Benjamin de Rohan
                                - Arthur de Rohan
                                  -  Alain de Rohan, 18e Duc de Bouillon
                                    -  Alain-Antoine de Rohan, 19e Duc de Bouillon
                                    - Charles-Antoine de Rohan
                                      -  Charles-Alain de Rohan, 20e Duc de Bouillon
                                      -  Albert de Rohan, 21e Duc de Bouillon

                                - Louis de Rohan
                                  - Raoul de Rohan
                                    - Charles-Victor de Rohan
                                      - Charles-Louis de Rohan
                                        -  Charles-Raoul de Rohan, 22e Duc de Bouillon

## Sources
(en) Alan V. Murray, The Crusader Kingdom of Jerusalem. A Dynastic History 1099-1125., Oxford (GB), Prosopographica et Genealogica, 2000, 280 p. (ISBN 1-900934-03-5, lire en ligne)
- (en) Cet article est partiellement ou en totalité issu de l’article de Wikipédia en anglais intitulé « Lords of Bouillon » (voir la liste des auteurs).

- (en) Cet article est partiellement ou en totalité issu de l’article de Wikipédia en anglais intitulé « Duke of Bouillon » (voir la liste des auteurs).